# Stegastes fuscus
Stegastes fuscus е вид бодлоперка от семейство Pomacentridae. Видът не е застрашен от изчезване.

## Разпространение и местообитание
Разпространен е в Бразилия.
Обитава крайбрежията на океани, морета и рифове. Среща се на дълбочина от 0,8 до 15 m, при температура на водата от 26,3 до 27,2 °C и соленост 36 – 37,2 ‰.

## Описание
На дължина достигат до 12,6 cm.